# Мнемограма

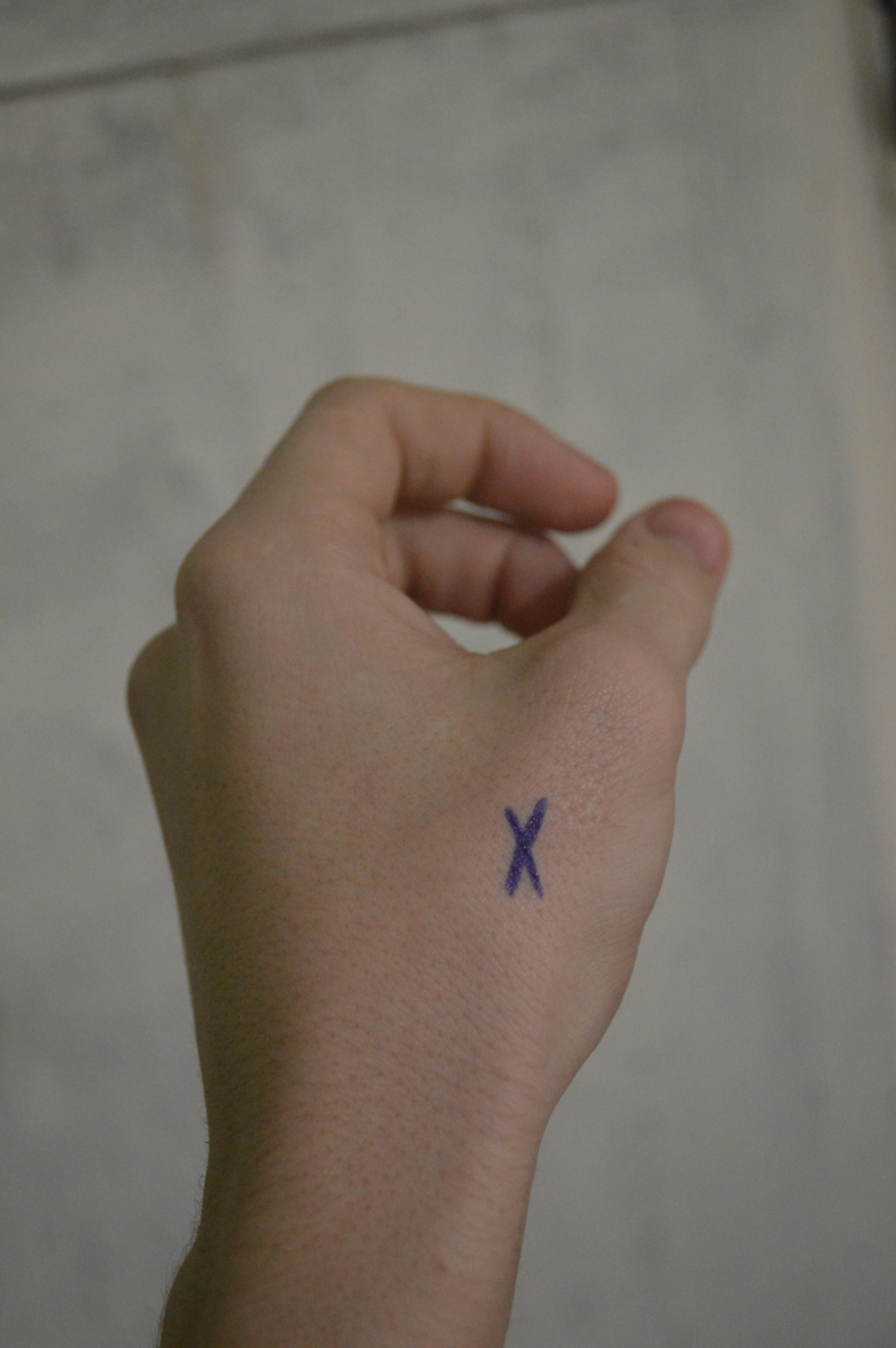
Приклад мнемограми

Мнемограма — фігура або графічний знак «для пам'яті» (напр., вертикальна риска на полях тексту чи, як іноді кажуть, «пташка» означає, що на це місце слід звернути увагу).
Наприклад, мнемограмою може слугувати російськомовний вираз: «Каждый Охотник Желает Знать, Где Сидит Фазан» для кращого запам'ятовування кольорів веселки в їхній правильній послідовності. Один з україномовних варіантів розв'язання цієї ж проблеми черговості кольорів у веселці за допомогою мнемограми такий: «Чоловік Охоче Жінку Заміж Бере Собі Файну».
Або ж той самий хрестик, намальований ручкою на руці, щоб, дивлячись на нього, можна було згадати, для чого він тут ставився.
Мнемограма – один з кількох прийомів мнемоніки.